# (37207) 2000 WM103
2000 WM103 (asteroide 37207) é um asteroide da cintura principal. Possui uma excentricidade de 0.09040410 e uma inclinação de 14.94288º.
Este asteroide foi descoberto no dia 26 de novembro de 2000 por LINEAR em Socorro.